# Phaonia varicolor
Phaonia varicolor är en tvåvingeart som beskrevs av Wei 1990. Phaonia varicolor ingår i släktet Phaonia och familjen husflugor. Inga underarter finns listade i Catalogue of Life.